# Georg Mein
Georg Mein (* 25. Oktober 1970 in Hamburg) ist Professor für Neuere deutsche Literaturwissenschaft an der Universität Luxemburg.

## Leben
Promoviert wurde Georg Mein zum Dr. phil. mit der Arbeit „Die Konzeption des Schönen. Der ästhetische Diskurs zwischen Aufklärung und Romantik: Kant – Moritz – Hölderlin – Schiller“ an der Rheinischen Friedrich-Wilhelms-Universität Bonn. Betreuer waren Jürgen Fohrmann und Peter Pütz.
Nach seinem zweiten Staatsexamen 2001 arbeitete Mein als Studienrat am Ulrich-von-Hutten-Gymnasium in Schlüchtern und als Wissenschaftlicher Assistent bei Klaus-Michael Bogdal an der Universität Bielefeld, wo er sich im Februar 2006 mit der Arbeit „Und wozu Leser in dürftiger Zeit. Literarische Bildung und soziokulturelle Milieus“ habilitierte. 2005 wurde er mit dem Karl-Peter-Grotemeyer-Preis ausgezeichnet.
2006 erhielt Mein den Ruf an die Universität Luxemburg. Vom Oktober 2009 bis September 2010 war er Fellow am Internationalen Kolleg Morphomata an der Universität zu Köln. Von 2013 bis 2023 war Mein Dekan der Fakultät für Sprachwissenschaften und Literatur, Geisteswissenschaften, Kunst und Erziehungswissenschaften der Universität Luxemburg.
Seine Forschungsschwerpunkte liegen in der Literatur vom 18. Jahrhundert bis in die Gegenwart, in der Literalitätsforschung, der Literatursoziologie sowie in der Medien- und Kulturtheorie.

## Schriften (Auswahl)
Monographien
- Choreografien des Selbst. Studien zur institutionellen Dimension von Literalität. Turia + Kant, Wien u. a. 2011, ISBN 978-3-85132-627-7.
- mit Klaus-Michael Bogdal und Kai Kauffmann: BA-Studium Germanistik. Ein Lehrbuch (= Rororo. 55682 Rowohlts Enzyklopädie). Rowohlt-Taschenbuch-Verlag, Reinbek bei Hamburg 2008, ISBN 978-3-499-55682-1.
- Erzählungen der Gegenwart. Von Judith Hermann bis Bernhard Schlink. Interpretation (= Oldenbourg-Interpretationen. Bd. 104). Oldenbourg, München u. a. 2005, ISBN 3-486-00104-3.
- Die Konzeption des Schönen. Der ästhetische Diskurs zwischen Aufklärung und Romantik: Kant – Moritz – Hölderlin – Schiller. Aisthesis-Verlag, Bielefeld 2000, ISBN 3-89528-227-8 (Zugleich: Bonn, Universität, Dissertation, 1999).

Herausgeberschaften
- mit Stefan Börnchen und Gary Schmidt: Thomas Mann. Neue kulturwissenschaftliche Lektüren. Fink, München 2012, ISBN 978-3-7705-5389-1.
- Die Zivilisation des Interpreten. Studien zum Werk Pierre Legendres. Turia + Kant, Wien u. a. 2011, ISBN 978-3-85132-659-8.
- mit Heinz Sieburg: Medien des Wissens. Interdisziplinäre Aspekte von Medialität (= Literalität und Liminalität. 4). transcript-Verlag, Bielefeld 2011, ISBN 978-3-89942-779-0.
- Transmission. Übersetzung Traduction. Übertragung Transfert. Vermittlung Médiation. Turia + Kant, Wien u. a. 2010, ISBN 978-3-85132-615-4.
- mit Stefan Börnchen: Weltliche Wallfahrten. Auf der Spur des Realen. Fink, München u. a. 2010, ISBN 978-3-7705-4898-9.
- mit Dieter Heimböckel, Irmtrud Honnef-Becker und Heinz Sieburg: Zwischen Provokation und Usurpation. Interkulturalität als (un)vollendetes Projekt der Literatur- und Sprachwissenschaften. Fink, München 2010, ISBN 978-3-7705-4900-9.
- mit Achim Geisenhanslüke: Monströse Ordnungen. Zur Typologie und Ästhetik des Anormalen (= Literalität und Liminalität. 12). transcript-Verlag, Bielefeld 2009, ISBN 978-3-8376-1257-8.
- mit Achim Geisenhanslüke: Schriftkultur und Schwellenkunde (= Literalität und Liminalität. 1). transcript-Verlag, Bielefeld 2008, ISBN 978-3-89942-776-9.
- mit Eva Geulen und Kai Kauffmann: Hannah Arendt und Giorgio Agamben. Parallelen, Perspektiven, Kontroversen. Fink, München u. a. 2008, ISBN 978-3-7705-4529-2.
- mit Franziska Schößler: Tauschprozesse. Kulturwissenschaftliche Verhandlungen des Ökonomischen. transcript-Verlag, Bielefeld 2005, ISBN 3-89942-283-X.
- mit Markus Rieger-Ladich: Soziale Räume und kulturelle Praktiken. Über den strategischen Gebrauch von Medien. transcript-Verlag, Bielefeld 2004, ISBN 3-89942-216-3.

Editionen
- mit Clemens Pornschlegel: Pierre Legendre: Schriften. Turia + Kant, Wien u. a. 2010 ff.

Zeitschriftenherausgabe
- mit Dieter Heimböckel, Ernest Hess-Lüttich und Heinz Sieburg: Zeitschrift für interkulturelle Germanistik. Heft 1–*, 2010–*, ISSN 1869-3660.

Reihenherausgabe
- mit Achim Geisenhanslüke: Literalität und Liminalität. Nr. 1–*, 2008–*, ISSN 2509-7512.